# Kendall Gill
Kendall Cedric Gill (ur. 25 maja 1968 w Chicago) – amerykański koszykarz, obrońca, wybrany do składu najlepszych debiutantów NBA.
Najlepszy statystycznie sezon w jego karierze przypadł na rozgrywki 1996/97. Notował wówczas średnio 21,8 punktu, 6,1 zbiórki, 4 asysty oraz 1,9 przechwytu, jako zawodnik New Jersey Nets. Jako strzelec przekraczał dwukrotnie w karierze granicę 20 punktów na mecz.
3 kwietnia 1999 roku zanotował rekordowe 11 przechwytów w spotkaniu z Miami Heat. Wyrównał tym samym rekord NBA, należący do Larry'ego Kenona, który uzyskał go podczas rozgrywek 1976/77. W tym samym spotkaniu Gill zanotował także triple-double, z uwzględnieniem przechwytów (15 punktów, 10 zbiórek, 11 asyst), co jest nieczęstym osiągnięciem.

## Osiągnięcia

### NCAA
- Uczestnik rozgrywek Final Four NCAA (1989)
- Wybrany do:
  - II składu All-American (1990)[3]
  - składu stulecia koszykówki akademickiej w stanie Illinois (2004)
- Zwycięzca konkursu wsadów NCAA (1990)

### NBA
- Wybrany do I składu debiutantów NBA (1991)[4]
- Lider NBA w przechwytach (1999)[5]
- Uczestnik konkursu wsadów podczas NBA All-Star Weekend (1991)[6]